# Oszoj (Debar)
Oszoj (macedónul: Ocoj) település Észak-Macedóniában, a Délnyugati körzet Debari járásában.

## Népesség
2002-ben 6 lakosa volt, akik mindannyian macedónok.